# Zelus
Zelus es un género de chinches asesinas, perteneciente a la familia de los Reduviidae.
Hay más de setenta especies descritas, la mayoría de las cuales se encuentran en Centro y Sudamérica. Hay siete especies en Norteamérica. 
Los ejemplares de esta especie miden entre 8 y 25 mm de longitud máxima. Se alimentan de una gran variedades de insectos. Muchas de las especies de las que se alimentan son orugas, entre ellas algunas que son plagas de la agricultura.
Algunas especies han sido investigadas por su potencial como agentes de biocontrol en el manejo integrado de plagas. El género Zelus  es también conocido por poseer una estrategia de depredación con trampa pegajosa: una resina pegajosa producida a partir de una glándula de las patas que se unta en los pelos para ayudar en la captura de presas.

## Especies
Algunas de las especies de este género son:
- Zelus annulosus
- Zelus araneiformis (Haviland)
- Zeluz cervicalis
- Zeluz exsanguis
- Zelus leucogrammus (Perty, 1833)
- Zeluz longipes
- Zeluz luridus
- Zeluz renardii
- Zeluz tetracanthus (Stål, 1862)